# Горбов, Александр Владимирович
Александр Владимирович Горбов — (Александр «Котобус» Горбов) российский писатель-фантаст, чаще всего работающий в жанре юмористической фантастики и фэнтези.

## Биография
Родился 11 января 1981 года в городе Душанбе, Таджикистан. Жил в Сибири, на Кавказе, затем в Москве. Успел попробовать себя в разных сферах деятельности. Среди них числятся: строительство аэропорта, игра в театральной студии, руководство поэтическим клубом и программирование.
В 2004 году закончил Северо-Кавказский государственный университет по специальности «инженер автоматизированных систем обработки информации и управления». В 2004—2005 годах проходил срочную службу в ВС РФ. Литературной деятельностью занялся ещё во время учёбы, возглавлял поэтический клуб «Дом на перекрёстке» (г. Ставрополь), затем (в 2005—2007 годах) — литературное объединение «Инерция». В 2008 году состоялась первая бумажная публикация автора, был издан рассказ «Звучи со мной» в сборнике «Небо в жаворонках» от литературного клуба «Экспромт» (г. Ставрополь).
В 2010-х переехал в Москву. В 2013 году опубликовал рассказ «Пепел» в сборнике «Zарисовка О» от издательства «Снежный Ком М». В 2016 году победил в номинации «Выбор читателей» на конкурсе «Рассказы о светлом будущем» художественного проекта «СССР-2061», после чего рассказ «Зарянка» вышел в одноимённом сборнике издательства «ЭКСМО»Все издания Александра «Котобуса» Горбова.
Много лет ведёт паблик «Гнездо дядюшки Котобуса» в социальной сети ВКонтакте«Гнездо дядюшки Котобуса», vk.com, где еженедельно публикуются короткие юмористические жизнеутверждающие рассказы. В 2017 году на основе произведений из паблика был издан сборник «Книга пятничных рассказявок. Красный том». (издательство «Автограф», г. Новосибирск). В 2018 году издан рассказ «В поисках счастья» в сборнике «Клуб домового» от издательства «Астрель-Спб». В 2018 году получил диплом фестиваля РосКон за победу в конкурсе «Рассказ за час». В 2022 году получил премию «Золотой Роскон» в номинации «Рассказы, повести» за произведение «Люди бездны», а в 2023 году — «Золотой Роскон» в номинации «Романы» за цикл произведений «Сам Себе Властелин».
В настоящее время проживает в г. Москва.